# Spelaeochthonius kobayashii
Espèce
Spelaeochthonius kobayashii est une espèce de pseudoscorpions de la famille des Pseudotyrannochthoniidae.

## Distribution
Cette espèce est endémique de la préfecture de Shiga au Japon. Elle se rencontre à Taga dans les grottes Same-no-komori-ana et Kawachi-no-kaza-ana.

## Description
Le mâle holotype mesure 2,67 mm.

## Systématique et taxinomie
Cette espèce a été décrite par Morikawa en 1956. Elle est placée dans le genre Allochthonius par Morikawa en 1960, dans le genre Pseudotyrannochthonius en 1967 puis dans le genre Spelaeochthonius par You, Yoo, Harvey et Harms en 2022.
Pseudotyrannochthonius kobayashii akiyoshiensis et Pseudotyrannochthonius kobayashii dorogawaensis ont été élevées au rang d'espèce par You, Yoo, Harvey et Harms en 2022.

## Étymologie
Cette espèce est nommée en l'honneur de N. Kobayashi.

## Publication originale
- Morikawa, 1956 : « Cave pseudoscorpions of Japan (I). » Memoirs of Ehime University, Sect. II, sér. B, vol. 2, p. 271-282.